# Szentgyörgyvár
Szentgyörgyvár è un comune dell'Ungheria di 338 abitanti (dati 2001). È situato nella contea di Zala.